# Specie di Tecoma
Il genere Tecoma comprende oltre 200 diverse specie.

## A
- Tecoma acrophylla
- Tecoma actinophylla
- Tecoma adenophylla
- Tecoma aesculifolia
- Tecoma aesculus
- Tecoma africana
- Tecoma alata
- Tecoma alba
- Tecoma albiflora
- Tecoma amazonica
- Tecoma amboinensis
- Tecoma arabica
- Tecoma araliacea
- Tecoma arequipensis
- Tecoma argentea
- Tecoma atractacarpa
- Tecoma atractocarpa
- Tecoma atrovirens
- Tecoma aurea
- Tecoma australis
- Tecoma austrocaledonica
- Tecoma avellanedae
- Tecoma azaleiflora

## B
- Tecoma bahamensis
- Tecoma baileyana
- Tecoma barbata
- Tecoma barteri
- Tecoma beckii
- Tecoma bernoullii
- Tecoma berteroi
- Tecoma bibracteolata
- Tecoma billbergii
- Tecoma bipinnata
- Tecoma brittonii
- Tecoma brycei
- Tecoma buchii

## C
- Tecoma campinae
- Tecoma capensis
- Tecoma capitata
- Tecoma caraiba
- Tecoma carianthera
- Tecoma castanifolia
- Tecoma catinga
- Tecoma cavaleriei
- Tecoma ceramensis
- Tecoma chilensis
- Tecoma chrysantha
- Tecoma chrysea
- Tecoma chrysotricha
- Tecoma cochabambensis
- Tecoma conspicua
- Tecoma curialis
- Tecoma curtisii
- Tecoma cuspidata
- Tecoma cyrtantha

## D
- Tecoma dendrophila
- Tecoma dentata
- Tecoma digitata
- Tecoma diversifolia
- Tecoma domingensis
- Tecoma doratoxylon
- Tecoma dubia
- Tecoma dura

## E
- Tecoma eggersii
- Tecoma elliptica
- Tecoma evenia
- Tecoma eximia

## F
- Tecoma fabrisii
- Tecoma filicifolia
- Tecoma filicifolium
- Tecoma flavescens
- Tecoma floccosa
- Tecoma floccosus
- Tecoma floribunda
- Tecoma fulgens
- Tecoma fulva
- Tecoma fuscata

## G
- Tecoma gabonensis
- Tecoma garrocha
- Tecoma gaudichaudi
- Tecoma glauca
- Tecoma grandiceps
- Tecoma grandiflora
- Tecoma grandis
- Tecoma guarume
- Tecoma guayacan

## H
- Tecoma haemantha
- Tecoma hassleri
- Tecoma hemmendorffiana
- Tecoma heptaphyila
- Tecoma heteropoda
- Tecoma heterotricha
- Tecoma hillii
- Tecoma hirsuta
- Tecoma hirta
- Tecoma hybrida
- Tecoma hypodictyon
- Tecoma hypoleuca

## I
- Tecoma impetiginosa
- Tecoma incisa
- Tecoma insignis
- Tecoma integra
- Tecoma ipe

## J
- Tecoma jasminoides

## L
- Tecoma lapacho
- Tecoma lasianthera
- Tecoma lateriflora
- Tecoma latrobei
- Tecoma lepidophylla
- Tecoma lepidota
- Tecoma leptophylla
- Tecoma leucophlaeos
- Tecoma leucoxylon
- Tecoma longiflora
- Tecoma loxensis
- Tecoma luteoflora

## M
- Tecoma mackenii
- Tecoma mairei
- Tecoma mattogrossensis
- Tecoma maximiliani
- Tecoma meonantha
- Tecoma mexicana
- Tecoma meyeriana
- Tecoma microphylla
- Tecoma mirabilis
- Tecoma mollis
- Tecoma moritziana
- Tecoma myriantha
- Tecoma myrtifolia

## N
- Tecoma nigricans
- Tecoma nodosa
- Tecoma nyassae
- Tecoma nyikensis

## O
- Tecoma obovata
- Tecoma obscura
- Tecoma obtusata
- Tecoma ochracea
- Tecoma ochroxantha
- Tecoma odontodiscus
- Tecoma olgae
- Tecoma oxleyi

## P
- Tecoma palmarensis
- Tecoma palmeri
- Tecoma pandorana
- Tecoma pandorea
- Tecoma papyrophloios
- Tecoma parviflora
- Tecoma patrisiana
- Tecoma pedicellata
- Tecoma pentaphylla
- Tecoma peroba
- Tecoma petersii
- Tecoma petropolitana
- Tecoma piutinga
- Tecoma platyantha
- Tecoma pratensis
- Tecoma punctatissima

## R
- Tecoma radicans
- Tecoma revoluta
- Tecoma ricasoliana
- Tecoma rigida
- Tecoma rosea
- Tecoma rosifolia

## S
- Tecoma salzmanni
- Tecoma sambucifolia
- Tecoma sanguinea
- Tecoma schumanni
- Tecoma schumanniana
- Tecoma serratifolia
- Tecoma setulosa
- Tecoma shirensis
- Tecoma sinensis
- Tecoma × smithii
- Tecoma sorbifolia
- Tecoma speciosa
- Tecoma spectabilis
- Tecoma spiralis
- Tecoma splendida
- Tecoma squamellulosa
- Tecoma stans
- Tecoma suaveolens
- Tecoma subvernicosa

## T
- Tecoma tagliabuana
- Tecoma tanaeciiflora
- Tecoma tenuiflora
- Tecoma thunbergi
- Tecoma toxophora
- Tecoma trachycarpa
- Tecoma trichocalycina
- Tecoma triphylla
- Tecoma tronadora

## U
- Tecoma uleana
- Tecoma uliginosa
- Tecoma umbellata
- Tecoma undulata
- Tecoma uspallatensis

## V
- Tecoma valdiviana
- Tecoma velutina
- Tecoma venusta
- Tecoma villosa
- Tecoma viminalis
- Tecoma violacea

## W
- Tecoma weberbaueriana
- Tecoma whytei

## X
- Tecoma xylocarpa

## Y
- Tecoma ype

## Z
- Tecoma zeyheri